# DOUBLE-DEAL
「DOUBLE-DEAL」（ダブル・ディール）は、2015年8月5日にリリースされたT.M.Revolutionの28枚目のシングル。発売元はエピックレコード。

## 概要
- 本作は10thアルバム『天』からのリカットシングル。リカットシングルリリースは7thシングル「蒼い霹靂〜JOG edit〜」（3rdアルバム『triple joker』からリカット）以来17年半ぶり。
- 「DOUBLE-DEAL」はゲーム『戦国BASARA4 皇』オープニングテーマ。
- 5thシングル「HIGH PRESSURE」より継続していたオリコン週間シングルチャートにおける連続トップ10入りは前作「Phantom Pain」にて途切れたが、本作では再びトップ10入り。累計売上は1.6万枚（オリコン調べ）を記録した[1]。
- 完全生産限定盤A・Bの2タイプでリリースされ、Aには過去の『戦国BASARA』シリーズ関連楽曲のリアレンジ版収録CDが同梱。
- Bには『戦国BASARA4 皇』のプロモーション映像などを収録したDVDが同梱[2]。

## 収録曲
1. DOUBLE-DEAL [4:56]
  - 作詞：井上秋緒　作曲・編曲：浅倉大介
  - 出版社：ソニー・ミュージックパブリッシング

### 完全生産限定盤A CD
戦国BASARA Re:boot Tracks
全作詞：井上秋緒　作曲：浅倉大介
1. Count ZERO(Re:boot) [4:17]
  - 編曲：大島こうすけ
  - 出版社：ソニー・ミュージックパブリッシング
2. FLAGS(Re:boot) [4:10]
  - 編曲：柴崎浩
  - 出版社：ソニー・ミュージックパブリッシング
3. crosswise(Re:boot) [4:37]
  - 編曲：柴崎浩
  - 出版社：ソニー・ミュージックアーティスツ
4. SWORD SUMMIT(Re:boot) [5:04]
  - 編曲：柴崎浩
  - 出版社：ソニー・ミュージックパブリッシング
5. UTAGE(Re:boot) [5:01]
  - 編曲：Ikuo
  - 出版社：ソニー・ミュージックパブリッシング
6. Naked arms(Re:boot) [5:07]
  - 編曲：Ikuo
  - 出版社：ソニー・ミュージックパブリッシング
7. The party must go on(Re:boot) [5:57]
  - 編曲：Ikuo
  - 出版社：ソニー・ミュージックパブリッシング

### 完全生産限定盤B DVD
1. 戦国BASARA4 皇 × T.M.Revolution プレミアム ムービー
2. 戦国BASARA4 皇 プロモーション ムービー